# Château de Piffonds
Le château de Piffonds est un château situé à Piffonds, en France.

## Localisation
Le château est situé dans le département français de l'Yonne, sur la commune de Piffonds.

## Historique
L'édifice est inscrit au titre des monuments historiques en 1925.